# Echiniscus kerguelensis
Echiniscus kerguelensis är en djurart som tillhör fylumet trögkrypare, och som beskrevs av Ferdinand Richters 1904. Echiniscus kerguelensis ingår i släktet Echiniscus och familjen Echiniscidae. Inga underarter finns listade i Catalogue of Life.